# A Lengyel Királyság és egyéb szláv országok földrajzi szótára

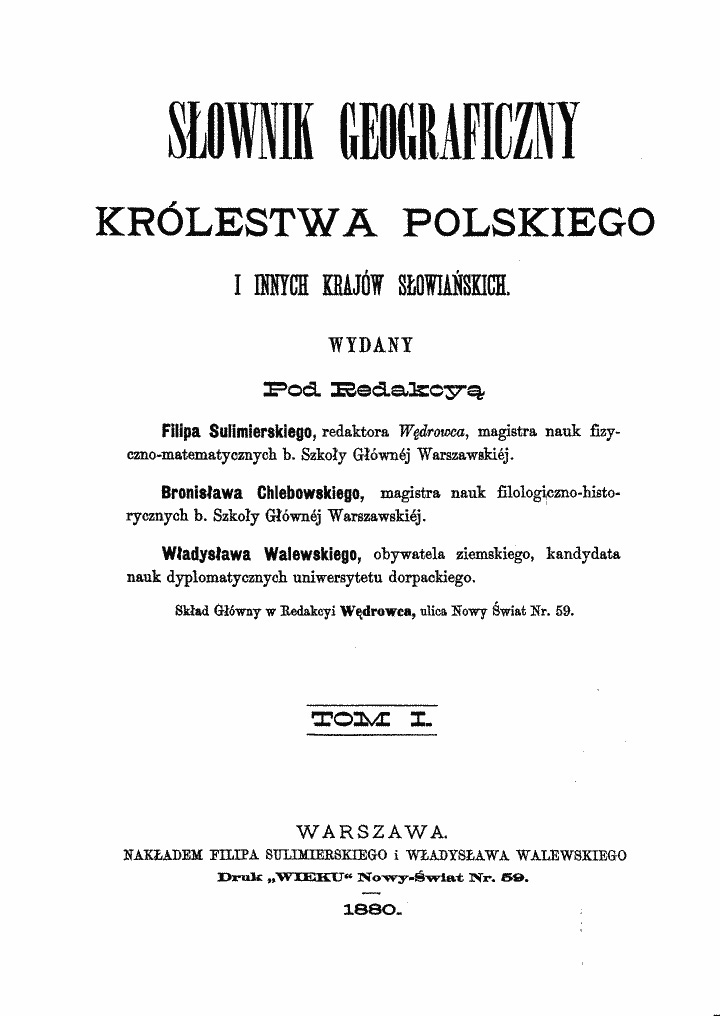
Az első kiadás címlapja

A Lengyel Királyság és egyéb szláv országok földrajzi szótára (lengyelül:  Słownik geograficzny Królestwa Polskiego i innych krajów słowiańskich) egy monumentális enciklopédia, melyet Filip Sulimierski, Bronisław Chlebowski, Władysław Walewski és mások szerkesztettek és 1880-1902 között adták ki Varsóban.